# Matteo Piantedosi

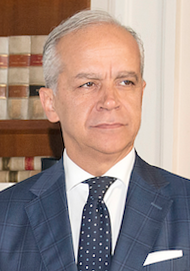
Matteo Piantedosi (2023)

Matteo Piantedosi (geboren 20. April 1963 in Neapel) ist ein italienischer Verwaltungsbeamter im höheren Dienst. Der parteilose Piantedosi ist seit Oktober 2022 italienischer Innenminister im Kabinett Meloni.

## Werdegang
Piantedosi studierte Rechtswissenschaften. Nach seiner Laurea war er ab April 1989 in der Verwaltung des Innenministeriums tätig, um anschließend der Präfektur in Bologna zugewiesen zu werden. In Bologna durchstieg er die Karriereleiter und wurde 2007 zum Vizepräfekten ernannt. Das Amt hatte er bis 2009 inne. Anschließend leitete er unter Innenminister Roberto Maroni im Innenministerium in Rom das Ministerialbüro für die Beziehungen zum Parlament.
Im August 2011 wurde Piantedosi zum Präfekten von Lodi und im Januar 2012 zum Vizekabinettschef im Innenministerium ernannt. Im November 2012 berief ihn der von Ministerpräsident Mario Monti geleitete Ministerrat zum Vizegeneraldirektor für die öffentliche Sicherheit, zuständig für die Koordinierung und Planung bei der Polizei. Im Mai 2017 übernahm er die Präfektur von Bologna. In Bologna machte er sich als Hardliner einen Namen und ordnete an, Drogendealer und illegale fliegende Händler aus bestimmten Gebieten der Stadt zu verweisen.
Nach der Vereidigung des Kabinetts Conte I im Juni 2018 wurde Piantedosi von Innenminister Matteo Salvini als Kabinettschef zurück ins Innenministerium berufen. In seinem Amt teilte er alle umstrittenen Entscheidungen seines Ministers, wie die Sperrung der italienischen Häfen für Schiffe, die in Seenot geratene Migranten und Flüchtlinge an Bord hatten. In einigen Fällen, wie im Fall der Open Arms, der Diciotti und der Alan Kurdi, nahm die Staatsanwaltschaft Ermittlungen gegen ihn auf, die aber alle fallengelassen wurden. Piantendosi verwies darauf, dass die Häfen gesperrt worden waren, weil die Gefahr von Infiltrationen durch „radikalisierte Objekte“ bestand und mit der Maßnahme die Grenzen geschützt werden sollten.
Das Amt des Kabinettchefs im Viminalspalast führte er auch unter Salvinis Nachfolgerin Luciana Lamorgese aus. Im August 2020 übernahm er die Präfektur von Rom. Während seiner Zeit als Präfekt von Rom wurde er für den unzureichenden Polizeischutz des Gewerkschaftssitzes der CGIL beim Angriff von Militanten der rechtsextremen Forza Nuova kritisiert. Vorgehalten wurde ihm auch, den Festzug der italienischen Fußballnationalmannschaft durch die Straßen Roms nach dem Gewinn der Fußballeuropameisterschaft 2021 trotz COVID-19-Pandemie ohne Auflagen erlaubt zu haben.
Am 21. Oktober 2022 wurde Matteo Piantedosi von der designierten Ministerpräsidentin Giorgia Meloni als neuer Innenminister vorgeschlagen und am Tag darauf von Staatspräsident Sergio Mattarella vereidigt.
Piantendosi gilt als Wunschkandidat von Lega-Chef Matteo Salvini, nachdem Salvini das Innenministerium versagt blieb. In seiner ersten Amtshandlung als Innenminister wies er die zuständigen Behörden an, das Vorgehen der beiden zur Seenotrettung von Migranten und Flüchtlingen im Mittelmeer operierenden NRO-Schiffe Ocean Viking und Humanity 1 mit insgesamt etwa 300 Geretteten an Bord zu überprüfen und eventuell ein Anladeverbot in italienischem Häfen auszusprechen. Seiner Ansicht nach hätten beide Schiffe es unterlassen, die zuständigen Behörden über die anstehenden Rettungsaktionen zu informieren und entgegen dem  Seerechtsübereinkommen die Behörden erst nach deren Abschluss kontaktiert.
Matteo Piantedosi ist verheiratet und Vater zweier Töchter. Er ist Träger des Großoffizierskreuz des Verdienstordens der Italienischen Republik.